# Burning Angels
Burning Angels (バーニングエンジェル) est un jeu vidéo de type shoot 'em up développé par Naxat, sorti en 1990 sur PC-Engine.

## Réception
- Tilt : 13/20[1]